# Mikkel Honoré
Mikkel Frølich Honoré (født 21. januar 1997 i Fredericia) er en dansk cykelrytter, som kører for det professionelle cykelhold EF Education-EasyPost.

## Meritter
2014
1. plads, samlede klassement, Sint-Martinusprijs Kontich
2015
1. etape af Trophée Centre Morbihan
3. plads, samlede klassement, Trophée Centre Morbihan
1. plads, samlede klassement, Sint-Martinusprijs Kontich
2017
8. plads, Liège-Bastogne-Liège U23
8. plads, Flandern Rundt U23
10. plads, Piccolo Giro di Lombardia
2018
1. plads, Circuit de Wallonie
4. etape (TTT) af Tour de l'Avenir
4. plads, samlede klassement, Istrian Spring Trophy
5. plads, Gent-Wevelgem U23
10. plads, Eschborn-Frankfurt U23
2019
10. plads, samlede klassement, Adriatica Ionica Race
2020
1b. etape (TTT) af Settimana Internazionale di Coppi e Bartali
7. plads, Classic de l'Ardèche
2021
1. plads, 5. etape i Baskerlandet Rundt
2. plads samlet i Settimana Internazionale di Coppi e Bartali
Vinder af 5. etape
2. plads, Druivenkoers Overijse
3. plads, La Drôme Classic
3. plads, Clásica de San Sebastián
3. plads, Bretagne Classic Ouest-France
4. plads, Classic de l'Ardèche